# Kinney megye
Kinney megye az Amerikai Egyesült Államokban, azon belül Texas államban található. Megyeszékhelye és legnagyobb városa Brackettville. Lakosainak száma 3129 fő (2020. április 1.). Kinney megye Val Verde, Edwards, Uvalde, Maverick, Jiménez Municipality és Zavala megyékkel határos.

## Népesség
A megye népességének változása:
| Lakosok száma | 3599 | 3600 | 3594 | 3586 | 3549 | 3129 |
|               | 2010 | 2011 | 2012 | 2013 | 2015 | 2020 |